# Мандрівник над морем туману
«Мандрівник над морем туману» (нім. Der Wanderer über dem Nebelmeer) — картина німецького художника-романтика Каспара Давида Фрідріха, одна зі знакових картин романтизму.

## Опис
На картині зображений мандрівник (сам художник), що стоїть на темній, крутій скелі. Він повернутий спиною до глядача, волосся розвівається на вітрі. Мандрівник дивиться на клапті туману, глибини гірських ущелин. Гострі піки подекуди підносяться над туманом, а вдалині видно гірські гряди. Над ними — небо в лініях хмар.
Ця картина — більше, ніж просто пейзаж. Тут природа являє собою зовнішнє вираження внутрішнього стану, настрою байронічного героя, зображеного на передньому плані. Гори та хмари є частиною душі героя, також як і він сам є частиною їх. Композиція картини відображає тенденцію, простежується в роботах Фрідріха після 1816, коли художник намагається створити зв'язок між близьким і далеким, кінцевим і нескінченним.

## Галерея

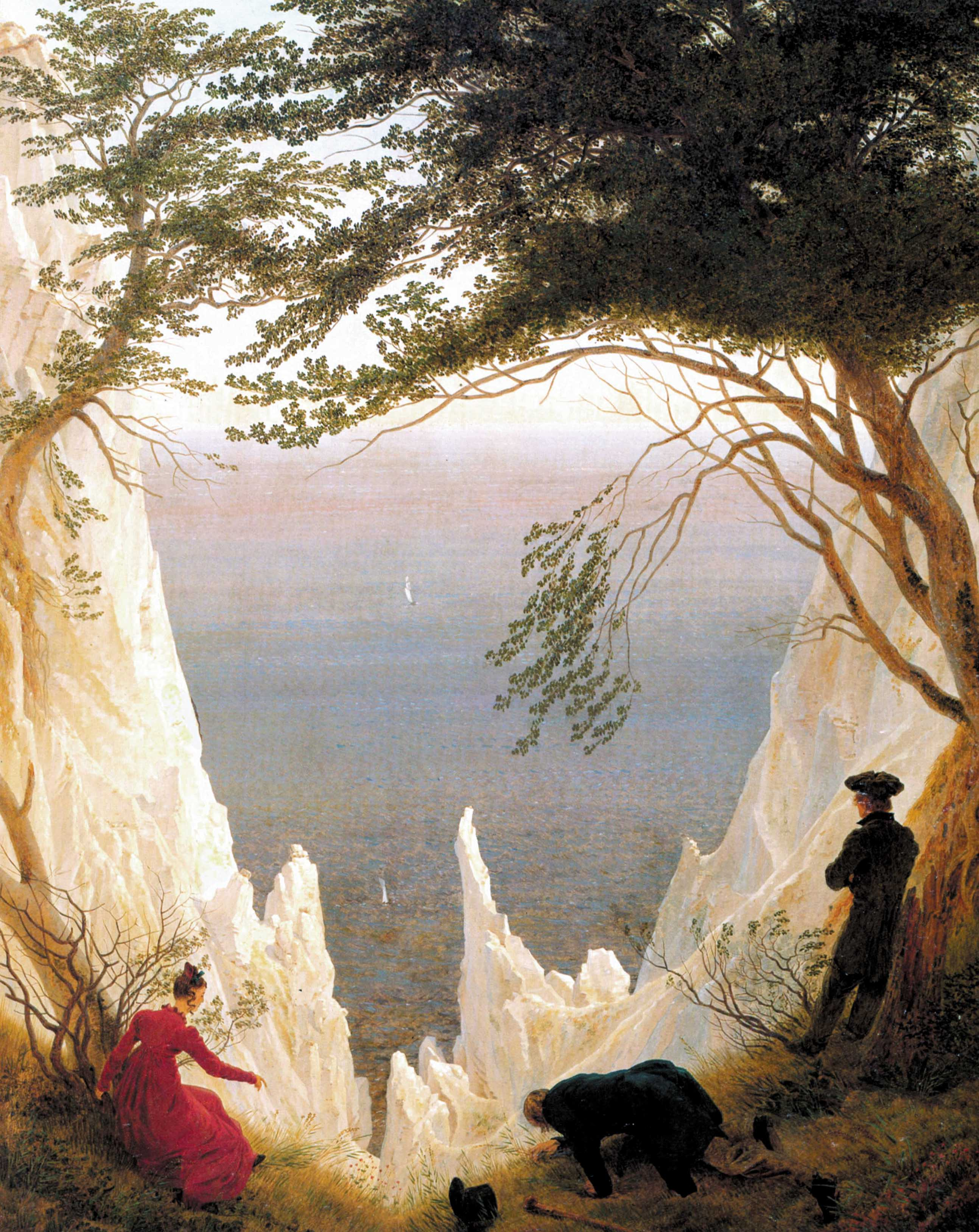
Крейдяні скелі на острові Рюген, 1818
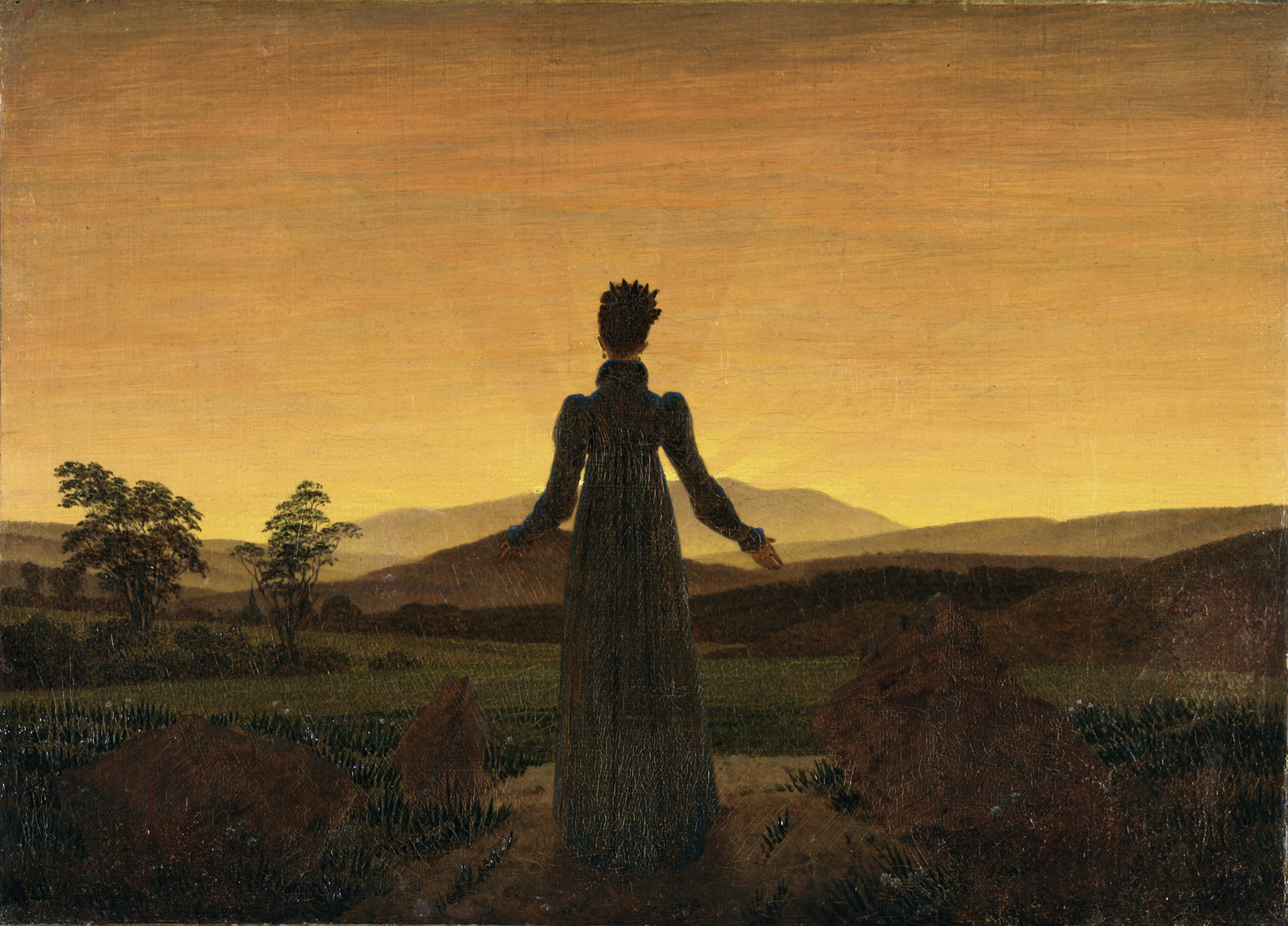
Жінка і захід сонця, 1818
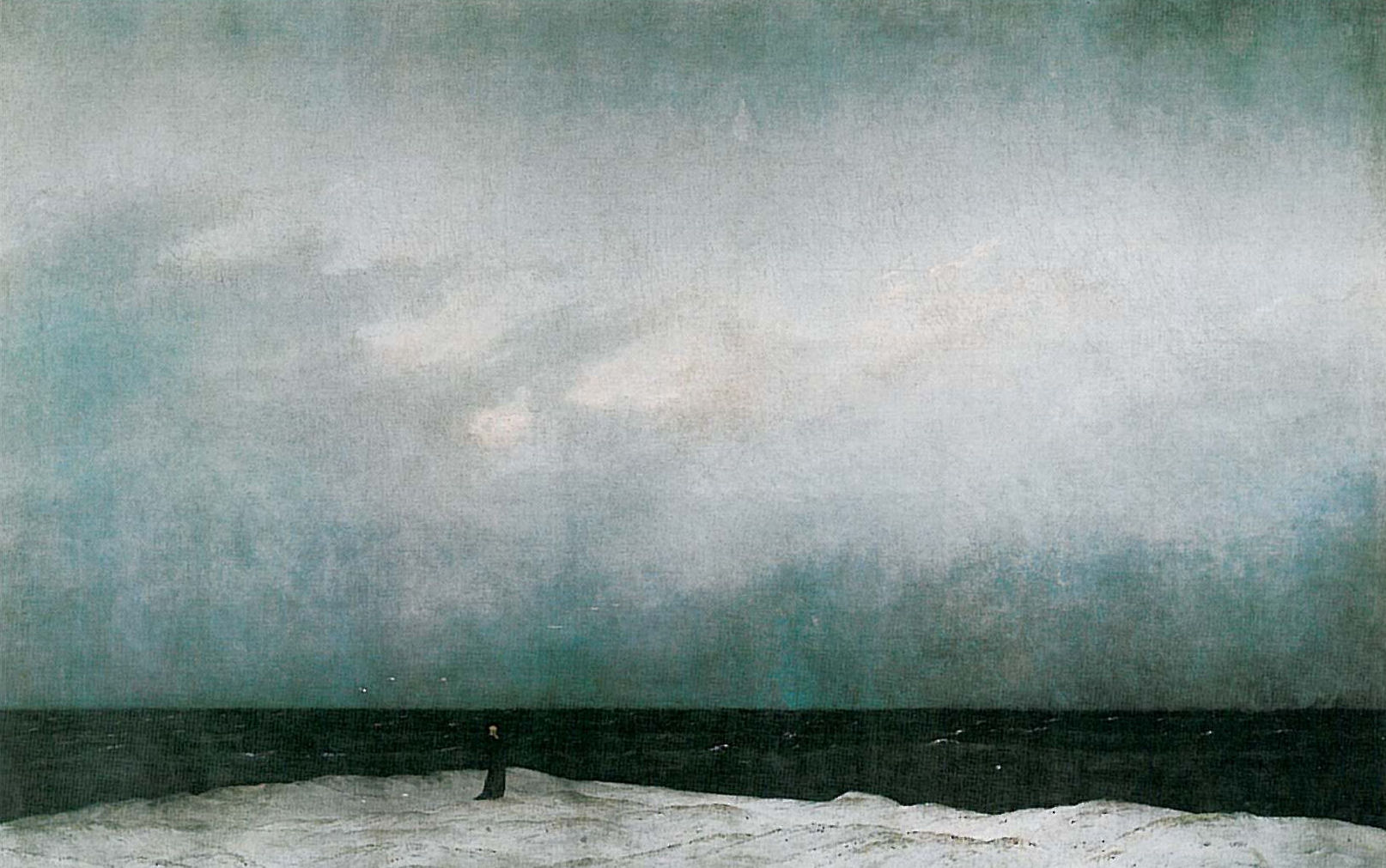
Чернець біля моря, 1808—1810